# Вилхелм Петерс
Вилхелм Карл Хартвих Петерс (на немски: Wilhelm Karl Hartwich Peters) е германски зоолог, пътешественик, изследовател на Африка.

## Биография
Роден е на 22 април 1815 година в Колденбютел, Шлезвиг. Става асистент на анатома Йоханес Петер Мюлер, а по-късно е куратор в Берлинския зоологически музей. Насърчаван от Мюлер и изследователя Александър фон Хумболт, през септември 1842 предприема експедиция през Ангола до Мозамбик, изследвайки крайбрежния район и река Замбези. През 1848 се завръща в Берлин с огромна колекция от минерални, растителни и животински образци, които той описва в „Naturwissenschaftliche Reise nach Mossambique... in den Jahren 1842 bis 1848 ausgeführt“ (1852 – 82).
През 1858 г. замества Мартин Лихтенщайн като уредник в Берлинския зоологически музей и същата година е избран за чуждестранен член на Кралската шведска академия на науките. След няколко години той значително увеличава херпетологичната колекция на Берлинския музей до размер, сравним с този на Париж и Лондон. Херпетологията е главният интерес на Петерс и той описва 122 нови дива и 649 вида от целия свят.
Умира на 20 април 1883 година в Берлин на 67-годишна възраст.

## Памет
Вилхелм Петерс е отбелязан в научните имена на няколко вида влечуги, включително Amphiesma petersii, Anolis petersii, Geophis petersii, Leposternon petersi, Morenia petersi, Riama petrorum, Tracheloptychus petersi.
|  | Тази страница частично или изцяло представлява превод на страницата Wilhelm Peters в Уикипедия на английски. Оригиналният текст, както и този превод, са защитени от Лиценза „Криейтив Комънс – Признание – Споделяне на споделеното“, а за съдържание, създадено преди юни 2009 година – от Лиценза за свободна документация на ГНУ. Прегледайте историята на редакциите на оригиналната страница, както и на преводната страница, за да видите списъка на съавторите. ВАЖНО: Този шаблон се отнася единствено до авторските права върху съдържанието на статията. Добавянето му не отменя изискването да се посочват конкретни източници на твърденията, които да бъдат благонадеждни. |